# Peixotoa bahiana
Peixotoa bahiana är en tvåhjärtbladig växtart som beskrevs av C. Anderson. Peixotoa bahiana ingår i släktet Peixotoa och familjen Malpighiaceae. Inga underarter finns listade i Catalogue of Life.